# 新生涯
『新生涯』（A Woman's Fool）は、1918年に公開されたアメリカ合衆国の西部劇映画である。監督はジョン・フォード、主演はハリー・ケリーである。この映画は失われた映画であると考えられている。